# Arctornis phaedra
Arctornis phaedra är en fjärilsart som beskrevs av Collenette 1932. Arctornis phaedra ingår i släktet Arctornis och familjen tofsspinnare. Inga underarter finns listade i Catalogue of Life.